# Claudia Sulewski
Claudia Sulewski (Chicago, 19 de febrero de 1996) es una youtuber y actriz estadounidense-polaca. Es conocida por su papel de Emma en la serie de televisión The Commute y de Skylar en Versus. Continuó su carrera como actriz, debutando en la película I Love My Dad.

## Biografía
Sulewski nació en Chicago, Illinois, de padres polacos Czesław Sulewski y Beata Krupińska. Se crio en Park Ridge, un suburbio de Chicago. Creció como católica y fue a la escuela polaca todos los sábados hasta el octavo grado, que incluía clases de religión. Tiene dos hermanos, Marcin y Kevin.

## Carrera
De 2016 a 2017 apareció en la serie de televisión The Commute, y de 2016 a 2018, en la serie web T@gged. En el 2019, apareció en un episodio de Marvel's Runaways.
Hará su debut cinematográfico en la película de comedia I Love My Dad, coprotagonizada por James Morosini, quien también escribe y dirige, y Patton Oswalt. La película se estrenó en South by Southwest el 12 de marzo, ganando los premios del jurado y del público en el concurso de cine narrativo. Sulewski también dirigió, filmó y editó el vídeo musical de la canción de O'Connell, Mona Lisa, Mona Lisa, lanzado en julio. El vídeo musical fue filmado con un iPhone y una cámara de mano en París, Francia.

## Vida personal
Desde 2018, Sulewski mantiene una relación con el músico Finneas O'Connell. Desde entonces, se ha convertido en una inspiración para la música de O'Connell, como en las canciones Claudia y Mona Lisa, Mona Lisa, en la primera pintó la portada y en la segunda dirigió el vídeo musical.

## Filmografía

### Cine
| Año  | Título                                     | Personaje | Notas      |
| ---- | ------------------------------------------ | --------- | ---------- |
| 2019 | Deadcon                                    | Megan     |            |
| 2021 | Billie Eilish: The World's a Little Blurry | Herself   | Documental |
| 2022 | I Love My Dad                              | Becca     |            |

### Televisión
| Año       | Título      | Personaje       | Notas                                      |
| --------- | ----------- | --------------- | ------------------------------------------ |
| 2016–2017 | The Commute | Emma            | Reparto principal                          |
| 2016–2018 | T@gged      | Nicki Sullivan  | Reparto principal                          |
| 2017      | Betch       | Herself/Mallory | Episodio: "A Claudia Sulewski Sketch Show" |
| 2017      | Embeds      | Katie           | Episodio: "Off The Record"                 |
| 2017      | Hyperlinked | Phoebe          | Episodio: "R.I.P. Computer"                |
| 2017      | Versus      | Skylar          | Reparto principal                          |
| 2019      | Runaways    | Julie           | Episodio: "Cheat the Gallows"              |
| 2024      | Shrinking   | Ava             | Episodio: "Full Grown Dude Face"           |